# Хасан Кючукчетин
Хаса̀н Кючу̀кчетѝн (роден на 06 юни 1981 г., Балъкесир) е турски актьор.
Хасан Кючукчетин завършва Театралния факултет на Държавната консерватория в Университета за изящни изкуства „Мимар Синан“. Играе ролята на Шефкет в „Листопад“ поради напускането на Джанер Куртаран вследствие на скандал с наркотици. Популярността му нараства с образа на Дадайлъ в телевизионния сериал „Беглецът“ (Kaçak), излъчван между 2013 и 2015 г. Участва в сериала „Великолепният век“.

## Филмография

### Сериали
- Листопад (2009 – 2010) – Шевкет
- Двама завинаги (2007 – 2008) - Мустафа Генч
- Вотив (2006)
- Лещата
- Начинаеща вещица
- Пето измерение
- Алания Германия
- Голямо събиране
- Дяволът е в детайлите (2004)
- Не позволявайте да свърши така (гост)
- Великолепният век (2012) – Дефтердар Искендер Челеби
- Беглец (2013 – 2015)
- Сезонът на черешите (2015) – Дели Мухтар (гост звезда)
- Back Streets (2017) – Бедран
- Diriliş Ertuğrul (2018) – Златна Аба
- Любовта разплаква (2019) – Мустафа Ялчън
- Доктор-чудо (2020) – Затворник
- Кипър: Към победата (2021 – 2022) – Дервиш
- Мавера (2021) – Борецът Хамза (майстор)
- Барбарос Хайредин: Султанският едикт (2022 – 2023) – Айдън Рейс

### Филми
- The Masked Five Seek Revenge (2005) – Сигурност
- Пролетта, която не дойде (2013) – Мирза
- Прав си, Бен Селамет (2016)
- Love Sleep (2017)
- Манцикерт 1071 (2022)
- 49 (2023) – Месар